# K-329 Siewierodwińsk
K-560 Siewierodwińsk – rosyjski okręt podwodny o napędzie atomowym projektu 885 (kod NATO: Graney).  

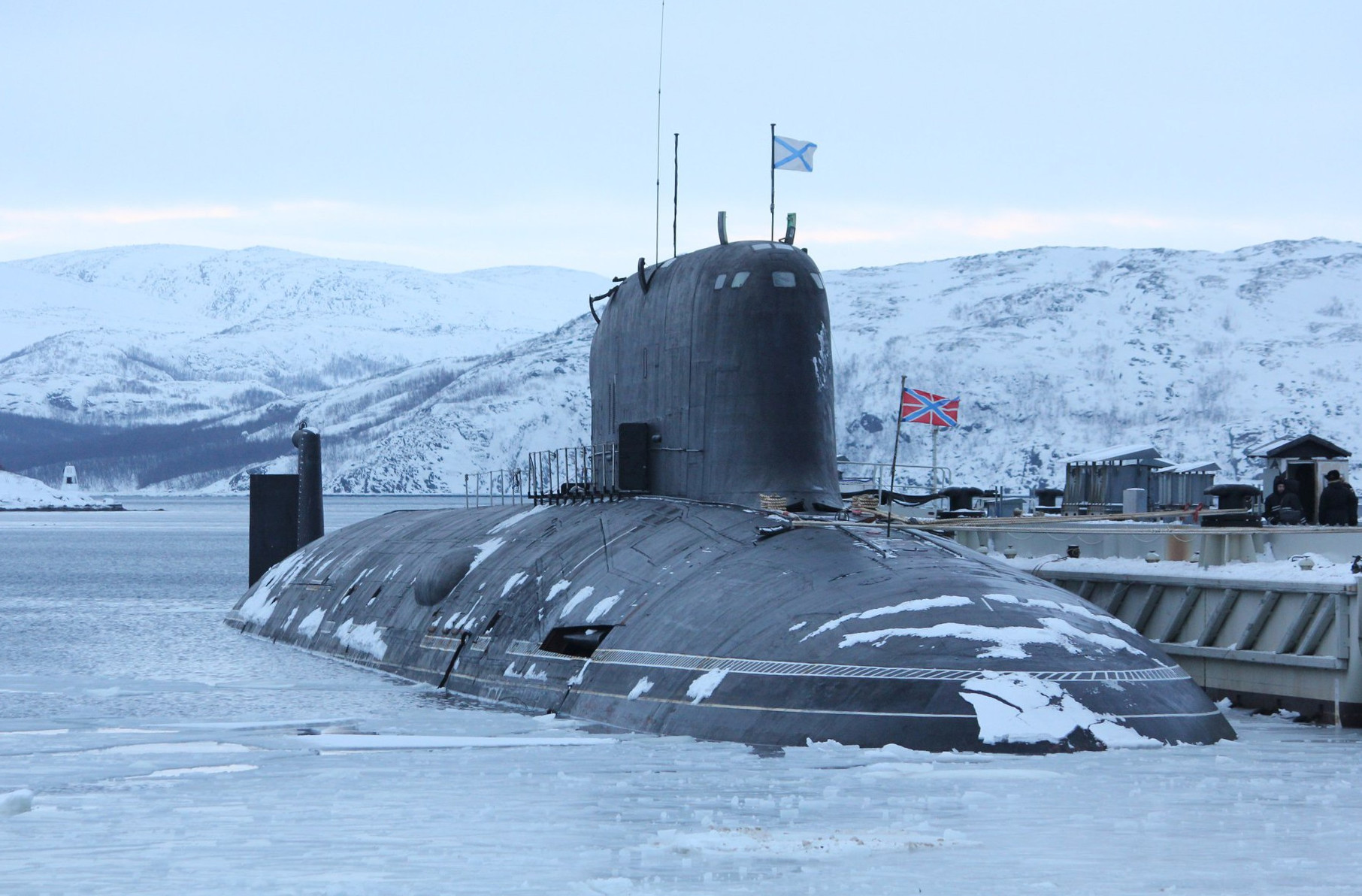
К-560 Siewierodwińsk

Do 2012 wiele źródeł podawało, że okręt posiada numer taktyczny K-329, ale ten numer został wykorzystany przez okręt „Biełgorod” projektu 949A typu „Antiej” (numer „K-139”). 30 grudnia 2013 r. rozpoczęto próbną eksploatację okrętu bez podnoszenia bandery. 17 czerwca 2014 r. „Siewierodwińsk” oficjalnie wszedł do służby we Flocie Północnej w składzie 10 dywizji okrętów podwodnych, stacjonującej w bazie Zapadnaja Lica, po dwudziestu latach od rozpoczęcia budowy.